# Teateråret 2005

## Händelser

### Mars
- 22 mars – Dramatiska institutet kritiseras för att skolans barnteaterprojekt spårat ut, efter granskningar av svenske tidigare politikern Bengt Westerberg. Vid ett tillfälle tidigare under året hade en manlig student läst upp en egenskriven porrnovell för 6-åringarna på Stensö skola i Nacka, vilket även filmats. Syftet var att et barnteaterprojekt skulle skildra barns förhållande och upplevelser till den egna kroppen.[1]

### Maj
- 12 maj – Pippi Långstrump firar 60 år, och har premiär som balett på Kungliga Operan.[1]

### Okänt datum
- Birgitta Englin blir ny VD för Riksteatern.
- Med Reventberg blir ny chef för Västerbottensteatern.

## Priser och utmärkelser
- Den kungliga medaljen Litteris et Artibus tilldelas skådespelaren Bertil Norström, scenografen Agneta Pauli samt dirigenten Cecilia Rydinger Alin
- Cullbergstipendiet tilldelas dansaren Kenneth Kvarnström

## Årets uppsättningar

### Oktober
- 1 oktober – August Strindbergs pjäs Fröken Julie, i regi av Thommy Berggren, har premiär på Dramaten i Stockholm [2].

### Okänt datum
- Bamse och hans vänner i Gunnebo sommarspel
- I henne, och hon fylldes av Hanna Nordenhök i Radioteatern

## Avlidna
- 3 februari – Malou Hallström, 63, skådespelerska och TV-profil.
- 2 oktober – August Wilson, 60, amerikansk pjäsförfattare.
- 3 november – Kent Andersson, 71, svensk skådespelare, manusförfattare och dramatiker.

### Fotnoter
1. 1 2   När Var Hur 2006. DN
2. ↑   När Var Hur 2007. DN